# اللفياثان (كتاب هوبز)
اللفياثان: الأصول الطبيعية والسياسية لسلطة الدولة أو اللفياثان، كتاب ألفه توماس هوبز (1588-1679) ونُشر في عام 1651 (نُشرت النسخة اللاتينية المُراجعة في عام 1668). يُشتق اسم الكتاب من اللوياثان المشار إليه في العهد القديم. يدور العمل حول شرح بنية المجتمع وشرعية الحكومة، ويُعتبر واحدًا من أوائل الأمثلة المؤثرة على نظرية العقد الاجتماعي. يُعد اللفياثان من الأعمال الكلاسيكية الغربية عن نظرية الدولة، بالمقارنة مع كتاب نيكولو مكيافيلي الأمير. يطرح هوبز في الكتاب فكرة العقد الاجتماعي والسلطة المطلقة، إذ كان السياق الذي ألف فيه هوبز الكتاب في أثناء الحرب الأهلية الإنجليزية (1651-1642). كتب هوبز أن الحرب الأهلية نتيجة حالة الطبيعة («حرب الكل ضد الكل»)، ولا يمكن تجنبها إلا عبر حكومة قوية غير منقسمة.
ويرجع بعض المحللين في الشأن الفكري السياسي أن آراء توماس هوبز السياسية فتنطلق من هذا الشعور بالاحباط نتيجة عدم اكتراث معاصريه بآرائه، فانحاز إلى السلطة الديكتاتورية لتلميذه "شارل الثاني" ضد من بقى من البرلمانيين بعد "كرومويل"، فكان كتابه "التنين أو Leviathan" الذي استعمل فيه حججه مع وضد البرلمانيين -حسب تقلب الأحوال-.

## المحتوى

### العنوان
يستوحي هوبز عنوان مقالة «اللفياثان» من اللفياثان المذكور في سفر أيوب. انتقى هوبز اسمًا شاعريًا لهذه المقالة المثيرة، على عكس العُرف السائد بكتابة العناوين الإخبارية في أعمال الفلسفة السياسية الحديثة المبكرة، مثل كتاب جون لوك رسالتان في الحكم المدني، وعمل توماس هوبز المبكر نفسه عناصر القانون. اعتقد علم اللسان في الحقبة الحديثة المبكرة أن مصطلح «اللفياثان» مرتبط بالكلمة العبرية لافا وتعني «يربط أو يضم»، وتانيميم وتعني «تنين». في تذييلات جمعية وستمنستر العامة التابعة للقساوسة على الكتاب المقدس، اعتقد المفسرون أن هذا الكائن سُمي باستخدام جذور تلك الكلمات «لأنه بهذه الضخامة ليس كائنًا واحدًا، بل مكونًا من كائنات متعددة مدمجة معًا، أو بسبب انغلاق قشوره، أو أنها مصمتة معًا». يقترح سامويل مينتز ارتباط هذه الدلالات مع فهم هوبز للسلطة السياسية؛ لأن كليهما «اللفياثان ونظرية هوبز عن الحكم وحدات مكونة من أفراد منفصلين، ويتمتعان بقوة مطلقة، فلا يُدمَّران ولا يُقسَّمان، ويبثان الخوف في الرجال، إنهما لا يبرمان الأحلاف مع الرجال، بل يسيطران بالقوة».

### الجزء الأول: عن الإنسان
يبدأ هوبز مقالته عن السياسة برأيه في الطبيعة البشرية. يقدم هوبز الإنسان في صورة مادة متحركة؛ محاولًا إثبات إمكانية تفسير كل شيء في الإنسان تفسيرًا ماديًا، أي دون الاحتياج إلى روح غير مادية غير جسدية، ودون الاحتياج إلى ملكة فهم الأفكار الخارجية الخاصة بالعقل البشري. استمر هوبز في تعريف المصطلحات بوضوح. الخير والشر بالنسبة له مصطلحان يُستخدمان للتعبير عن شهوات الأفراد ورغباتهم، وتلك الشهوات والرغبات ليست إلا ميولًا للحركة تجاه موضوع ما أو الفرار منه. الأمل اشتهاء شيء ما، ممزوجًا بالاعتقاد بإمكانية الظفر به. يقترح هوبز أن اللاهوت السياسي السائد في عصره، أي المدرسية، يتغذى على اضطراب تعريفات الكلمات، مثل المادة اللاجسدية، التي تمثِّل تناقضًا في رأي هوبز.
يصف هوبز نفسية الإنسان دون الرجوع إلى الخير الأعظم كما فعل السابقون له. يرى هوبز أن مصطلح الخير الأعظم مغلوط، بل لا يمكن وجوده ابتداءً نظرًا إلى اختلاف الرغبات البشرية. سعى المجتمع السياسي إلى توفير الخير الأعظم إلى أعضائه، فوجد نفسه محاصرًا بمفاهيم متنافسة عن الخير لا طريقة لاتخاذ القرار بشأنها. وكانت النتيجة حربًا أهلية.
على الجانب الآخر، يرى هوبز أن الشر الأعظم جدير بالخوف، وهو الخوف من الموت العنيف، ويجب على المجتمع السياسي أن ينتبه لهذا الخوف.
ليس ثمة خير أعظم، وبالتالي فإن حالة الطبيعة البشرية لا ينبغي وجودها في المجتمع السياسي الساعي إلى الخير الأعظم. إن الوجود خارج المجتمع السياسي يرادف الوجود في حالة من الفوضى. لا بد أن تنتهي حالة الطبيعة، هذه الحالة الفوضوية كما يسميها هوبز، بحرب الكل ضد الكل، نظرًا إلى الطبيعة البشرية واختلاف الرغبات البشرية والاحتياج إلى الموارد الشحيحة لسد هذه الاحتياجات. لا شيء يضمن ألا يهم رجل بقتل الآخر للاستحواذ على ملكيته، أو حتى لمجرد الشعور بالشرف، حتى إذا لم يتقاتل الرجلان، ولذلك لا بد من وجود حارس بين الرجلين دائمًا.

### الجزء الثاني: الكومنولث
عندما يتفق الجميع على النحو التالي: أنا أصرح وأتخلى عن حقي في إدارة نفسي لهذا الرجل، أو لهذا التجمع من الرجال، على هذا الشرط؛ أن تتخلى عن حقك فيه، وتأذن بكل أفعاله على هذا النحو.
للملك اثنا عشر حقًا رئيسيًا:
1. نظرًا لأن العهد المتعاقب لا يمكن أن يبطل اتفاقية سابقة ، فلا يمكن للرعايا (بشكل قانوني) تغيير شكل الحكومة.
2. نظرًا لأن العهد الذي يشكل الكومنولث ناتجًا عن إعطاء الرعايا الحق في التصرف نيابة عنهم ، فإن الحاكم المطلق لا يمكن أن يخرق العهد ؛ وبالتالي لا يمكن للرعايا أن يجادلوا أبدًا في التحرر من العهد بسبب تصرفات صاحب السيادة.
3. السيادة موجود لأن الأغلبية وافقت على حكمه ؛ وافقت الأقلية على الالتزام بهذا الترتيب وعليها بعد ذلك الموافقة على تصرفات صاحب السيادة.
4. كل فرد هو مؤلف لأفعال الحاكم المطلق: وبالتالي لا يمكن للمالك أن يؤذي أيًا من رعاياه ولا يمكن اتهامه بالظلم.
5. بعد ذلك ، لا يمكن أن يُقتل الملك بحق من قبل الرعايا.
6. الغرض من الكومنولث هو السلام، وللملك الحق في فعل ما يراه ضروريًا للحفاظ على السلام والأمن ومنع الفتنة. لذلك ، يجوز للملك أن يحكم على الآراء والعقائد التي تنكره، ومن يُسمح له بالتحدث إلى الجماهير، ومن سيفحص مذاهب جميع الكتب قبل نشرها.
7. لوضع قواعد القانون المدني والملكية.
8. أن يكون قاضيا في جميع القضايا.
9. لصنع الحرب والسلام كما يراه مناسبا وقيادة الجيش.
10. اختيار المستشارين والوزراء والقضاة والضباط.
11. أن يكافأ بالثروة والشرف أو يعاقب بالعقوبة البدنية أو المالية أو العار.
12. وضع قوانين حول الشرف ومقياس الجدارة.

يرفض هوبز صراحة فكرة الفصل بين السلطات. في البند 6 ، يؤيد هوبز صراحة الرقابة على الصحافة والقيود المفروضة على حقوق حرية التعبير إذا اعتبرها صاحب السيادة مرغوبًا فيه لتعزيز النظام.

## روابط خارجية
- الطاغوت على موقع الموسوعة البريطانية (الإنجليزية)